# Alex Gregory
Pour les articles homonymes, voir Gregory.
Alex Gregory est un rameur britannique, né le 11 mars 1984 à Cheltenham.

## Palmarès

### Jeux olympiques
- 2012 à Londres,  Royaume-Uni
  -  Médaille d'or en quatre sans barreur
- 2016 à Rio de Janeiro,  Royaume-Uni
  -  Médaille d'or en quatre sans barreur

### Championnats du monde d'aviron
- 2009 à Poznań,  Pologne
  -  Médaille d'or en quatre sans barreur

- 2011 à Bled,  Slovénie
  -  Médaille d'or en quatre sans barreur